# Wahlkreis Dresden III
Der Wahlkreis Dresden III war ein Landtagswahlkreis zur Landtagswahl in Sachsen 1990, der ersten Landtagswahl nach der Wiedergründung des Landes Sachsen. Er hatte die Wahlkreisnummer 41. Für die Landtagswahlen 1994 wurde auch infolge der Kreisreform die Wahlkreisstruktur verändert, zudem wurde die Zahl der Wahlkreise von 80 auf 60 verringert. Das Gebiet des Wahlkreises Dresden III wurde Teil einer der sechs Wahlkreise auf Dresdener Stadtgebiet.
Das Wahlkreisgebiet umfasste Teile der Stadtbezirke Süd und West, was den Wohnbezirken 633 bis 636, 639 bis 647, 653, 664, bis 703 sowie 802 bis 822 entsprach.

## Ergebnisse
Die Landtagswahl 1990 fand am 14. Oktober 1990 statt und hatte folgendes Ergebnis für den Wahlkreis Dresden III:
| Direktkandidat | Partei (Kürzel) | Erststimmen (%) | Zweitstimmen (%) |
| -------------- | --------------- | --------------- | ---------------- |
|                | DA              | -               | 00,7             |
| Helmut Münch   | CDU             | 48,0            | 51,0             |
|                | Chr. L          | -               | 00,3             |
|                | DBU             | 00,6            | 00,5             |
|                | DSU             | 04,2            | 03,3             |
|                | F.D.P.          | 05,2            | 04,3             |
|                | LL-PDS          | 15,8            | 14,5             |
|                | NPD             | -               | 00,9             |
|                | FORUM           | 13,5            | 09,9             |
|                | RAP             | -               | 00,1             |
|                | SHB             | -               | 00,1             |
|                | SPD             | 12,8            | 14,3             |

Es waren 53.500 Personen wahlberechtigt. Die Wahlbeteiligung lag bei 73,6 %. Von den abgegebenen Stimmen waren 1,5 % ungültig. Als Direktkandidat wurde Helmut Münch (CDU) mit 48,0 % aller gültigen Stimmen gewählt.